# Розкішненська сільська рада (Голованівський район)
| Розкішненська сільська рада — колишній орган місцевого самоврядування у Голованівському районі Кіровоградської області з адміністративним центром у с. Розкішне. Сільській раді підпорядковані населені пункти: - с. Розкішне - с. Костянтинівка - с. Маринопіль - с. Мар'янівка - с. Новосілка |

## Склад ради
Рада складається з 12 депутатів та голови.

### Керівний склад ради
| ПІБ                       | Основні відомості                                                         | Дата обрання | Дата звільнення |
| ------------------------- | ------------------------------------------------------------------------- | ------------ | --------------- |
| Ботвінов Олег Іронтійович | Сільський голова, 1965 року народження, освіта, член народної партії      | 26.03.2006   | 31.10.2010      |
| Ботвінов Олег Іронтійович | Сільський голова, 1965 року народження, освіта вища, член народної партії | 31.10.2010   |                 |

Примітка: таблиця складена за даними джерела

## Населення
Згідно з переписом УРСР 1989 року чисельність наявного населення сільської ради становила 1330 осіб, з яких 563 чоловіки та 767 жінок.
За переписом населення України 2001 року в сільській раді мешкало 1200 осіб.

### Мова
Розподіл населення за рідною мовою за даними перепису 2001 року:
| Мова       | Відсоток |
| ---------- | -------- |
| українська | 98,00 %  |
| молдовська | 1,33 %   |
| російська  | 0,58 %   |